# IPython
IPython — інтерактивна оболонка мови програмування Python, яка поєднує можливості інтерактивної консолі Python і командної оболонки Unix, надає гнучкі засоби зневадження, редагування коду і візуалізації даних, інтроспекцію типів, додатковий shell синтаксис, підсвічування коду і помилок, tab-автодоповнення та іншу функціональність.
IPython активно використовується в науковому середовищі для розробки, обробки даних і інтерактивного виконання застосунків, пов'язаних з бібліотеками numpy, matplotlib, sympy і scipy.

## Особливості
IPython взаємодіє з Tkinter, GTK, Qt і WX (на відміну від стандартної оболонки Python, яка взаємодіє тільки з Tkinter). IPython може інтерактивно керувати паралельними кластерами використовуючи асинхронні статуси зворотних викликів та / або інтерфейс MPI. IPython може використовуватися, як заміна стандартної командної оболонки операційної системи, особливо на платформі Windows, можливості якої значно обмежені. За замовчуванням, IPython нагадує роботу shell-оболонок UNIX-подібних систем, але той факт, що робота відбувається в оточенні Python, дозволяє досягнути більшої кастомізації і гнучкості у виконанні коду.
Випуск 3.0, що побачив світ 27 лютого 2015, примітний появою повноцінних засобів розробки на різних мовах програмування, що не обмежуються мовою Python. Наприклад, підготовлені модулі для розробки на Bash, R, Ruby, Perl, Python 2, Python 3. Значно перероблений інтерфейс веботочення Notebook, що дозволяє створювати документи, що комбінують текст (мовою Markdown), виконуваний код, математичні вирази (мовою LaTeX), графіки і мультимедійний контент. Реалізована підтримка редагування довільних тестових файлів. У вебінтерфейс доданий інтерактивний емулятор термінала.
Версія IPython 4.0, яка побачила світ 12 серпня 2015, примітна відходом від постачання у формі одного монолітного пакету. Відтепер продукт розділений на дві частини: універсальні компоненти для роботи з будь-якими мовами програмування (notebook, qtconsole і тому подібне) виділені в пакет Jupyter [Архівовано 29 червня 2017 у Wayback Machine.], а специфічні для мови Python частини (інтерактивний Python shell, Python kernel, IPython.parallel) продовжили поставлятися під ім'ям IPython.
Крім Jupyter, подібну функціональність реалізують, наприклад, Google Colaboratory та CoCalc.

## Наука
Входить до складу SciPy, відкритої бібліотеки Python, що активно використовується науковим товариством, для проведення різного роду наукових розрахунків. IPython представлений на тематичній секції кількох наукових конференцій Часто представлений як супутній інструмент бібліотеки Matplotlib, яка використовується в наукових та інженерних задачах.

## Виноски
1. ↑  IPython News. Архів оригіналу за 17 вересня 2021. Процитовано 17 вересня 2021.
2. ↑  The ipython Open Source Project on Open Hub: Languages Page — 2006.
3. ↑  Выпуск IPython 3.0 [Архівовано 14 квітня 2015 у Wayback Machine.] // opennet.ru
4. ↑  Jupyter Ascending. Архів оригіналу за 12 серпня 2015. Процитовано 13 серпня 2015. [Архівовано 2015-08-12 у Wayback Machine.]
5. ↑  Выпуск IPython 4.0. Архів оригіналу за 23 серпня 2015. Процитовано 13 серпня 2015.
6. ↑  About/Presentations — IPython. Архів оригіналу за 5 лютого 2010. Процитовано 3 лютого 2012. [Архівовано 2010-02-05 у Wayback Machine.]
7. ↑  IPython: A System for Interactive Scientific Computing. Архів оригіналу за 6 лютого 2012. Процитовано 8 травня 2022.